# Amico di Giovinazzo

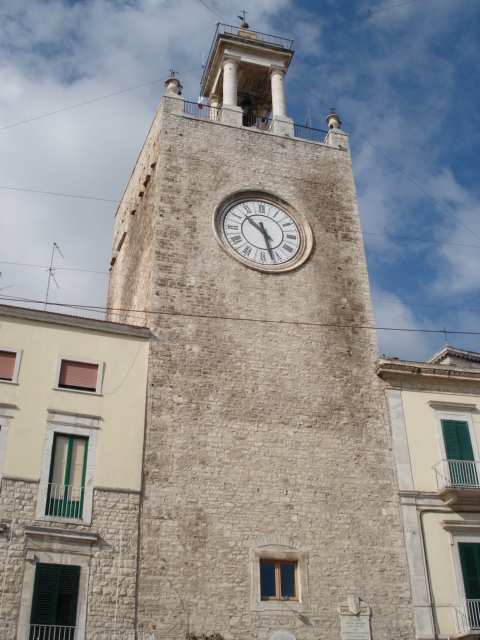
La Torre Maggiore del Castello normanno fatto erigere dal Conte Amico a Terlizzi nel 1075.

Amico (XI secolo) è stato un cavaliere medievale normanno, che fu signore di Giovinazzo e Terlizzi.

## Biografia
Figlio di Gualtiero di Lesina giunse in Italia nella prima metà dell'XI secolo assieme ai fratelli Altavilla, di cui era consanguineo. Gli fu data la luogotenenza in Puglia, divenendo quindi feudatario in terra di Bari, signore di Giovinazzo e Spinazzola (1040). In seguito diede un importante aiuto nella scacciata dei saraceni dalla Sicilia.
Ad Amico si deve la fortificazione del castello di Spinazzola, di Giovinazzo e di un fortilizio a Terlizzi (castello che ospitò lo stesso conte Amico, Federico II di Svevia, Ferdinando di Aragona).
Amico prese parte ad una rivolta contro il Guiscardo, sostenuta anche dal Papa e dalla Repubblica Veneta che non vedevano con favore le conquiste di Roberto il Guiscardo nel basso Adriatico. Sedata la rivolta, al conte Amico vennero confiscati i feudi (anche la contea Giovinazzo-Terlizzi); ma nell'ottobre del 1080 il conte Amico riuscì a riottenere la contea terlizzese, potendo così lasciare in eredità ai figli una parte dei feudi riottenuti.

## Discendenti
Due figli di Amico, Pietro e Gualtiero, furono tra i 12 cavalieri normanni che a Melfi nel 1042 effettuarono la spartizione dei feudi. Pietro ricevette la baronia di Trani.
Da ricordare il bisnipote omonimo, figlio di Gualtiero signore di Giovinazzo e Spinazzola e nipote di Pietro di Trani, colui che nel 1072 attaccò l'isola di Arbe in Dalmazia ed occupò Cherso facendo prigioniero il re di Croazia che verrà poi rilasciato dietro riscatto.